# Trichosanthes holtzei
Trichosanthes holtzei är en gurkväxtart som beskrevs av F. Müll. Trichosanthes holtzei ingår i släktet Trichosanthes och familjen gurkväxter. Inga underarter finns listade i Catalogue of Life.